# Bohemia (revista)
Bohemia es la revista de público general más antigua de Cuba.

## Historia
Fundada en 1908 por Miguel Ángel Quevedo Pérez, difunde comentarios sobre asuntos políticos, análisis históricos, así como consejo de modas. A partir de 1914, Bohemia cobró relevancia. Empezó sus tiradas con portadas en tricomía y mayor volumen de páginas, siempre con la misma concepción cultural.
En 1927, Miguel Ángel Quevedo, hijo del fundador, asumió la dirección editorial.Alega ser la primera en publicar el trabajo de artistas cubanos a colores. Bohemia se convertiría en la revista de mayor difusión en Cuba y Latinoamérica, siempre defendiendo la democracia representativa. Su tirada aumentó de 4.000 ejemplares a 315 000 en 1958. Marta Rojas, Enrique de la Osa y Agustín Tamargo han sido algunos de sus periodistas. Bohemia publicó artículos contra el gobierno de Fulgencio Batista y de apoyo al Movimiento 26 de Julio.
En 1960 Quevedo se exilió de Cuba por no estar de acuerdo con el gobierno de Fidel Castro, y este confiscó la revista. Quevedo fundó la revista Bohemia Libre con el apoyo de casi todos sus antiguos colaboradores, aunque tuvo una corta duración. Según la revista anticastrista CubaNet, en la actualidad Bohemia es una dependencia del Partido Comunista de Cuba y por tanto, responde a sus intereses difundiendo todo tipo de propaganda política encaminada a ejercer control sobre la sociedad. El subdirector editorial es Isidro Fardares González.